# Polygala alpestris
Polygale alpestre
Espèce
Polygala alpestris, le Polygale alpestre, est une espèce de plantes à fleurs de la famille des Polygalacées. C'est une plante herbacée vivace trouvée en Allemagne, Autriche, Espagne, France, Italie, Géorgie, Turquie et Suisse.